# الغواصة الألمانية يو-775
غواصة يو-775 غواصة يو بوت ألمانية من غواصة الفئة السابعة سي بنيت لسلاح بحرية ألمانيا النازية كريغسمارينه، في أحواض كريكسمارينفيفت خلال الحرب العالمية الثانية.

## التصميم
تم إعادة تصميم غواصة U-755 النازية في الفترة من 1940 إلى 1941 لتحسين أدائها وفعاليتها في المياه. خلال هذه الفترة، تم تحديث نظام الأسلحة والتجهيزات البحرية بما يتوافق مع المتطلبات الحديثة.

## تاريخ الخدمة
كانت الغواصة تحمل دورًا هامًا في جهود الحرب البحريةلألمانيا النازيةخلال الحرب العالمية الثانية. تم توثيق تاريخ الخدمة كجزء من السجلات التاريخية والتقارير العسكرية، مما يشمل تواريخ البحريات التي خدمت معها والمهام التي شاركت فيها.

## ملخص نتائج الخدمة
تتمثل النتائج في تحقيق أهداف الغواصة في القيام بمهام الاستطلاع والهجوم على الأهداف البحرية للأعداء، وكذلك حماية القوافل البحرية وتأمين الطرق البحرية الحيوية للألمانيا النازية. كانت الغواصة جزءًا لا يتجزأ من الاستراتيجية البحرية الألمانية خلال تلك الفترة.